# التلفزيون الأردني
التلفزيون الأردني أو القناة الأردنية هي قناة فضائية و‌أرضية حكومية عامة تابعة لمؤسسة الإذاعة والتلفزيون الأردني.

## تاريخ
انطلق بتاريخ 27 أبريل عام 1968 على يد مؤسسه محمد كمال حيث أعطى الملك الحسين بن طلال إشارة البدء لانطلاق البث ليكون الأردن من الدول الرائدة في البث التلفزيوني. ومنذ ذلك الوقت أصبحت الشاشة الأردنية صورة الأردن وصوته إلى أبناء الأمة ومنبرا للصوت الحر المعبر عن رسالة الأردن القومية وأداة اتصال وتواصل مع الدول المجاورة خاصة مع إخواننا بالضفة الغربية وقطاع غزة.
وقال الملك الحسين في خطاب الافتتاح:
| التلفزيون الأردني | إنه لمن دواعي سروري وغبطتي أن أتحدث إليكم في هذه اللحظات التي ينطلق فيها التلفزيون الأردني ليكون منارة جديدة للحق والهدى وينبوعا ثريا للفكر والعرفان. | التلفزيون الأردني |

## مقدمو البرامج
- مأمون شنيكات.[2]
- كاثي فراج من مقدمي برنامج: يوم جديد.
- عامر الصمادي.
- ريما العزب
- محمد الصرايره

## عدة لغات
في مطلع السبعينات أصبح البث على قناتين أحدهما باللغة العربية (البرنامج العام) والأخرى بلغات أجنبية (القناة الثانية أو قنال 6) وكانت أول قناة عربية في العالم العربي تبث باللغات الأجنبية، كما أصبح منذ ذلك الحين وفي حالة متفردة في العالم العربي، يقدم نشرات الأخبار بأربع لغات هي: اللغة العربية واللغة الإنجليزية واللغة الفرنسية واللغة العبرية. كما كان سباقا على جميع الهيئات التلفزيونية العربية في البث التلفزيوني الملون مما مكنه أن يصبح مركزا لاستقطاب الدراما المصرية والسورية بالإضافة إلى الدراما الأردنية.
كما كان أول مرناة (تلفزيون) يأخذ دور الريادة في المنطقة حيث ارتبط في عام 1972 بمنظومة السواتل (الأقمار الصناعية ) عن طريق المحطة الفضائية في منطقة البقعة مما مكنه من نقل الأحداث السياسية والرياضية الكبرى مثل هبوط الإنسان على القمر والمباريات الرياضية الهامة والدورات الرياضة العالمية مثل كأس العالم ودورات الألعاب الأولمبية.
وفي عقدي السبعينات والثمانينات استطاع (التلفزيون) النهوض بالدراما الأردنية، وفرض الإنتاج التلفزيوني الأردني نفسه بقوة على خريطة الإنتاج العربي حيث أصبح منافسا قويا للإنتاج الدرامي العربي كما أصبح محل ثقة وتقدير المشاهد الأردني والعربي على حد سواء.

## توسيع
وفي مطلع التسعينيات وفي ظل الثورة التقنية الهائلة التي شهدها العالم في ذلك الحين، أصبحت دائرة الأخبار في التلفزيون الأردني أول دائرة أخبار في الوطن العربي تدخل نظام الحاسوب في معالجة وتحرير الأخبار.
كما تم عام 1993 إنشاء قناة الفضائية الأردنية ليصل البث المباشر منذ ذلك الحين إلى المنازل مباشرة وليخرج المرناة (التلفزيون) من إطاره الإقليمي إلى الإطار العربي والعالمي الأوسع بما يقدمه من برامج وأخبار ومنوعات ومسلسلات درامية. أدار المحطة الفضائية الأردنية الإعلامي عدنان الزعبي قبل أن تندمج مع القناة الأرضية ليصبحا قناة واحدة.
وأصبحت مؤسسة الإذاعة والتلفزيون بعد اندماجهما عام 1985 بمثابة معهد إعلامي يرفد الهيئات التلفزيونية العربية والمحطات الفضائية بالكوادر البشرية والفنية التي أثبتت جدارتها وكفاءتها ومهنيتها العالية.
وفي عام 1993 أيضا تم إنشاء القناة الثالثة لتكون قناة للشباب ونقل الأحداث والمناسبات الخاصة وجلسات البرلمان الأردني قبل أن تتحول إلى قناة للأفلام الأجنبية وبرامج للأطفال بشراكة مع القطاع الخاص، ويُسجل للتلفزيون الأردني أنه صاحب أكبر مكتبة أرشيف في التلفزيونات العربية.
ومن برامج القناة هات من الآخر.